# Netumbo Nandi-Ndaitwah
Ndemupelila Netumbo Nandi-Ndaitwah (født 29. oktober 1952 i Onamutai, daværende Sydvestafrika), med tilnavnet NNN,  er en namibisk politiker, der blev valgt som kommende præsident i Namibia ved præsidentvalget 3. december 2024.  Hun bliver Namibias femte præsident og den første kvinde i embedet. Hun har fungeret som tredje vicepræsident i Namibia siden februar 2024. Hun var også SWAPO's første kvindelige præsidentkandidat ved valget i 2024. I 2017 blev Nandi-Ndaitwah valgt til vicepræsident for SWAPO som første kvinde.
Nandi-Ndaitwah var vicepremierminister i Namibia fra 2015 til 2024, minister for internationale forbindelser og samarbejde fra december 2012 til 2015 og som minister for miljø og turisme fra marts 2010 til december 2012. Hun er mangeårigt medlem af Nationalforsamlingen.
Hun er blandt andet uddannet i international politik fra Keele University i Storbritannien.